# Ibis grzywiasty
Ibis grzywiasty (Geronticus eremita) – gatunek dużego ptaka z rodziny ibisów (Threskiornithidae), zamieszkujący głównie Maroko (nieliczne gniazdujące pary) i Turcję (reintrodukowany). Lęgnie się również obecnie na stromych skalistych wybrzeżach Atlantyku. Jeszcze w XVII w. występował w Europie, rozmnażał się w dolinie Dunaju, Austrii i Szwajcarii. Obecnie ptaki te są zagrożone wyginięciem. Nazwę zawdzięcza czubowi piór z tyłu głowy. Nie wyróżnia się podgatunków.

## Charakterystyka
Wygląd zewnętrznyNaga skóra na głowie, czarne upierzenie, czerwony dziób. Dymorfizm płciowy nie jest widoczny. Znaczna część głowy jest nieopierzona – jest czerwona z przedłużonymi piórami na karku. Posiada krótsze nogi niż ibis kasztanowaty.
Rozmiarydługość ciała 70–80 cm, rozpiętość skrzydeł 1,25–1,35 m.
Masa ciałaok. 1–1,2 kg.

## Środowisko
Zamieszkuje tereny górzyste, półpustynne i stepowe.

## Pożywienie
Chrząszcze, mrówki, pająki, pomrowiki, skorki, skorpiony, stonogi i szarańcza.

## Lęgi

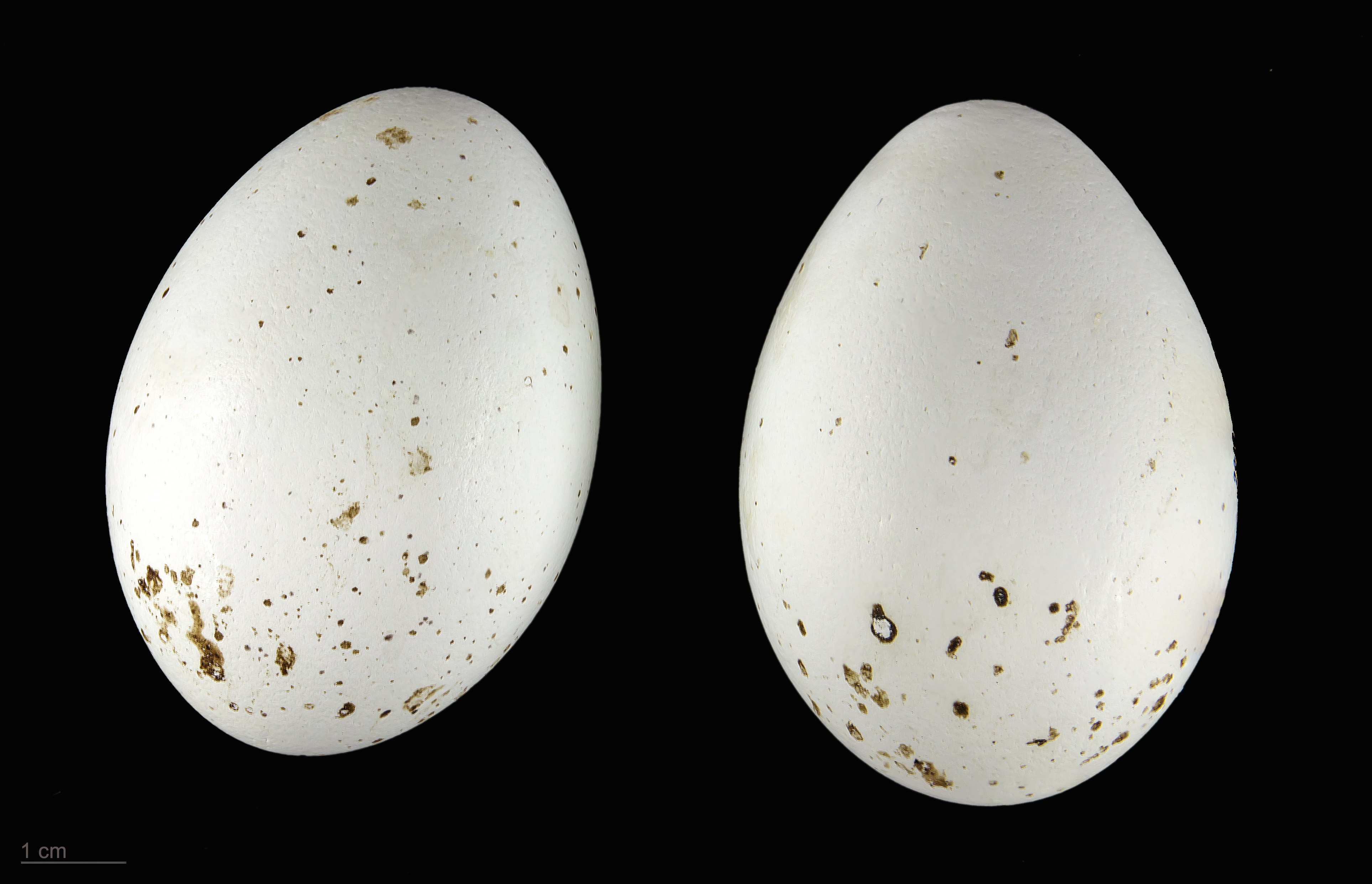
Jaja z kolekcji muzealnej

Okres lęgówZwykle rozpoczyna się w marcu lub kwietniu.
GniazdoBuduje na półkach skalnych.
Jaja2–4
Wysiadywanie24–28 dni
PisklętaW wieku 43–47 dni opuszczają gniazdo.

## Status i ochrona
Międzynarodowa Unia Ochrony Przyrody (IUCN) od 1994 roku klasyfikowała ibisa grzywiastego jako gatunek krytycznie zagrożony (CR). W 2018 roku zmieniła status gatunku na zagrożony (EN), a powodem tej zmiany był wzrost liczebności populacji wskutek podjętych działań ochronnych i reprodukcyjnych, które zwiększyły sukces lęgowy, odkryto też nowe potencjalne kolonie tego ptaka. Mimo to liczebność populacji na wolności nadal jest niska – szacuje się ją na 200–249 dorosłych osobników.
Do dramatycznego spadku liczebności tych ptaków przyczyniły się polowania oraz chwytanie młodych, w celu umieszczenia ich w ogrodach zoologicznych. Dużo ibisów zginęło również wskutek zatrucia środkami owadobójczymi, stosowanymi w celu walki z szarańczą.
Ibis grzywiasty jest objęty Europejskim Programem Ochrony Zwierząt (EEP).
Ośrodek lęgowy ibisa grzywiastego istnieje od 1977 w tureckim mieście Birecik nad Eufratem. Obecnie (2008) żyje tam około 100 ptaków. Władze tureckie zdołały w ten sposób sztucznie odtworzyć populację tego ptaka, który z powodu szkodliwej działalności człowieka został w XX wieku całkowicie wytrzebiony. W Europie (Niemcy, Austria, Włochy) w ramach programu LIFE podjęto próbę reintrodukcji gatunku. Jedną z jego ostoi jest bawarski Zamek Burghausen. Program reprodukcyjny ibisa grzywiastego realizowany jest też w Maroku w regionie Sus-Massa.